# Akapulkoit
Akapulkoit je vrsta meteoritov, ki jih prištevamo v skupino preprostih ahondritov. To pomeni, da je snov iz katere so sestavljeni, doživela samo zmerno stopnjo taljenja in ponovne kristalizacije. 

Ime so dobili po meteoritu Acapulco, ki je leta 1976 padel v bližino Acapulca v Mehiki v provinci Guerrero. 
Kemična zgradba akapulkoitov je podobna kot pri navadnih hondritih. To pomeni, da so akapulkoiti nastali s segrevanjem, taljenjem in ponovno kristalizacijo hondritnega materiala. Sestavljajo jih minerali olivin, ortopiroksen, plagioklaz, zlitina niklja in železa ter troilit. Nekateri akapulkoiti vsebujejo tudi hondrule. Prav zaradi tega predstavljajo prehod med hondriti in ahondriti. 
Zelo podobni so jim lodraniti, za katere se predvideva, da izhajajo iz istega starševskega telesa. Razlika med njimi je v velikosti zrn. Lodraniti imajo večja zrna (od o,5 do 1,0 mm), akapulkoiti pa imajo manjša zrna (od 0,2 do 04 mm)
V začetku so jih smatrali kot neobičajne hondrite. Pozneje pa so našli še več podobnih meteoritov in so jih pričeli uvrščati v posebno skupino preprostih ahondritov.